# Geschützter Landschaftsbestandteil Streuobstwiese (westlich Herhagen)

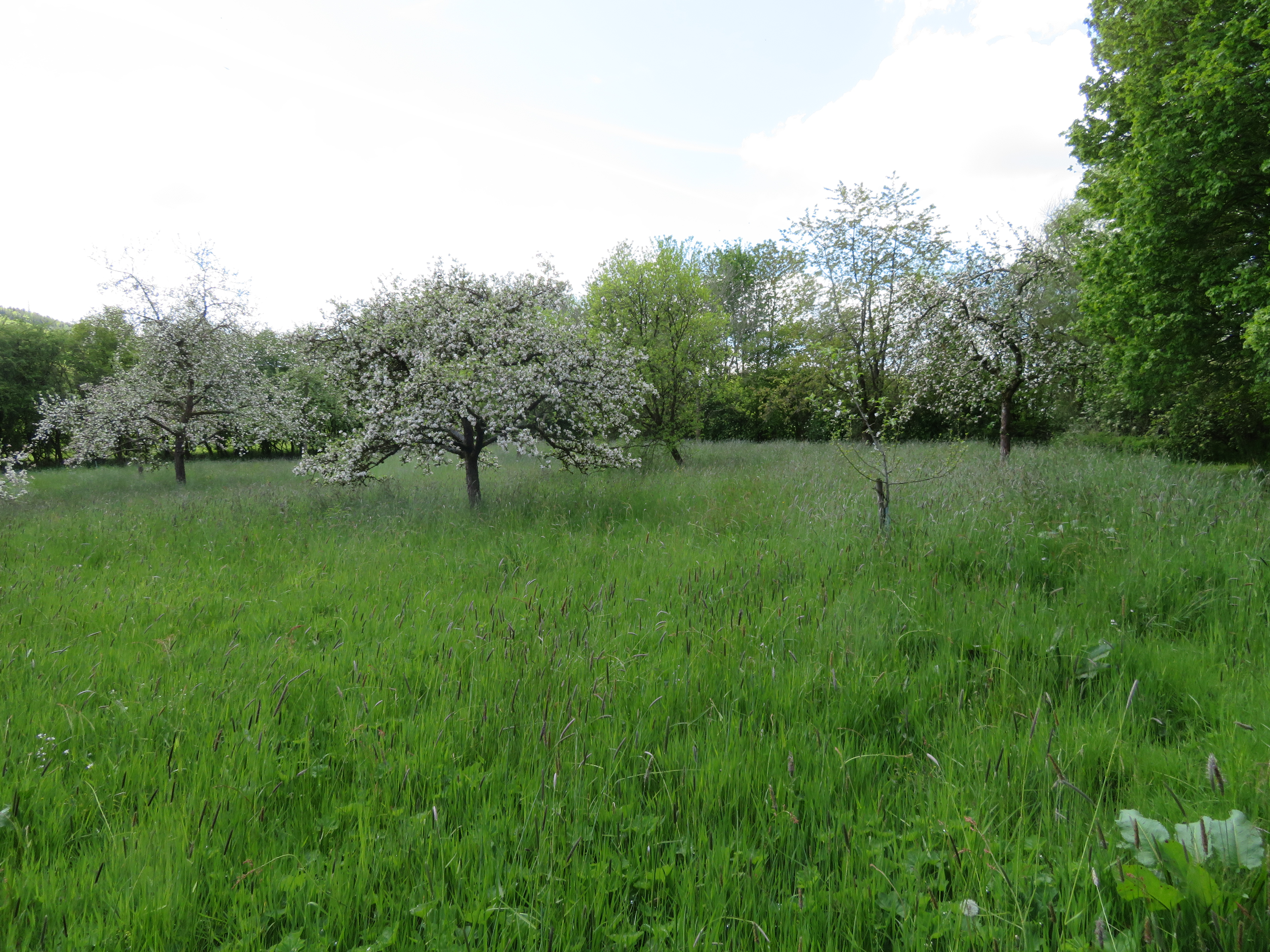
Geschützter Landschaftsbestandteil Streuobstwiese nordwestliche Bereich

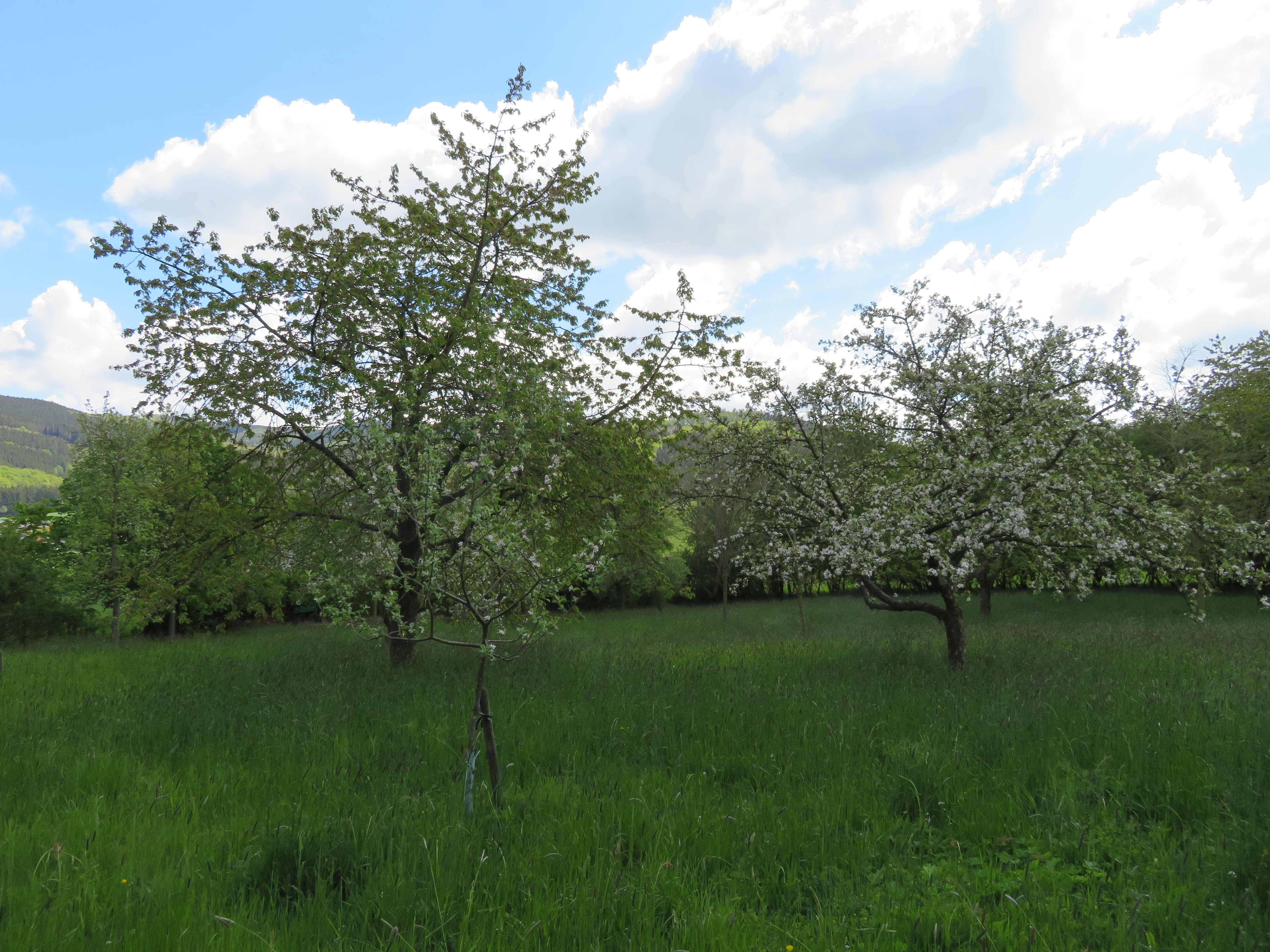
Südostbereich

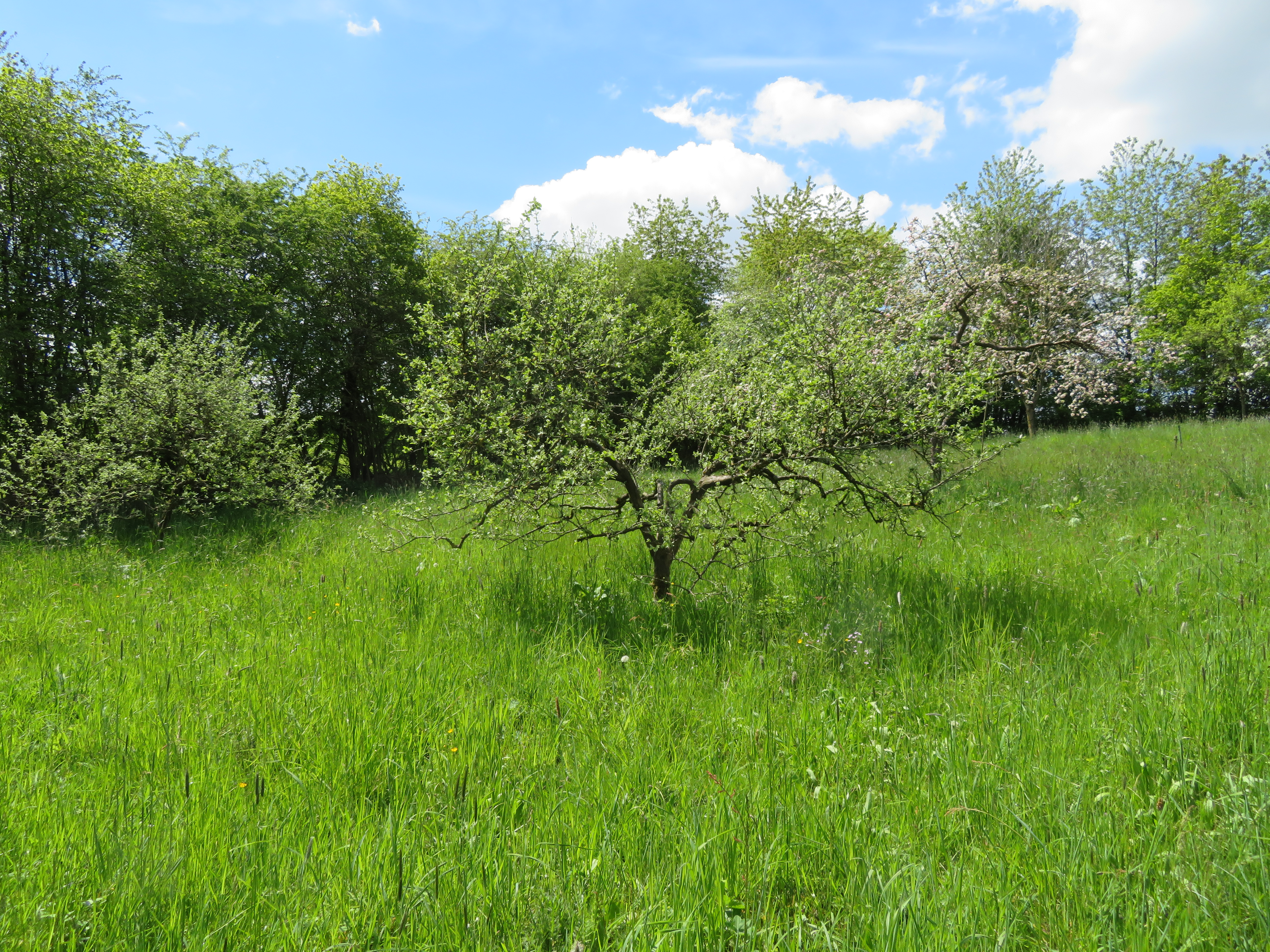
Südwestbereich

Der Geschützte Landschaftsbestandteil Streuobstwiese mit 0,82 ha Flächengröße liegt im Gemeindegebiet von Eslohe östlich von Reiste im Hochsauerlandkreis. Das Gebiet wurde 2008 mit dem Landschaftsplan Eslohe durch den Kreistag des Hochsauerlandkreises als Geschützter Landschaftsbestandteil (LB) ausgewiesen.

## Beschreibung
Der LB liegt westlich von Herhagen direkt und östlich an die B 55. Der LB grenzt nördlich an ein Wohnhaus und ist sonst umgeben vom Landschaftsschutzgebiet Ortsrandlagen mit Hängen des Hennetales um Nichtinghausen und Herhagen.
Der Landschaftsplan Eslohe führt zum LB aus: „Die junge Streuobstwiese bildet eine Refugialfläche diesen Biotoptyps in dem ansonsten land- und forstwirtschaftlich genutzten Landschaftsraum.“

## Schutzgrund, Verbote und Gebote
Der Geschützte Landschaftsbestandteil hat eine besondere Funktion für die Gliederung und Belebung des Landschaftsbildes bzw. des umgebenden Offenlandes. Laut Landschaftsplan kommt solchen Objekten in der Regel eine erhöhte Bedeutung als Bruthabitat für Hecken- und Gebüschbrüter zu. Wie alle LB im Landschaftsplangebiet ist dieser LB durch seinen eigenständigen Charakter deutlich von der ihn umgebenden „normalen“ Wald- und Feld-Landschaft zu unterscheiden.
Wie bei allen LB ist es verboten, Pflanzen zu beschädigen, auszureißen, auszugraben oder Teile davon abzutrennen oder auf andere Weise in seinem Wachstum oder Erscheinungsbild zu beeinträchtigen. Unberührt ist jedoch die ordnungsgemäße Pflege eines LB.
Der LB soll laut Landschaftsplan „durch geeignete Pflegemaßnahmen erhalten werden, solange der dafür erforderliche Aufwand in Abwägung mit ihrer jeweiligen Bedeutung für Natur und Landschaft gerechtfertigt ist.“